# 前後左右将軍
前後左右将軍（ぜんごさゆうしょうぐん）は、中国の秦・前漢以降の官職で、前将軍、左将軍、右将軍、後将軍の総称である。ただし、四将軍の順位には王朝によって異同がある。
四征将軍・四鎮将軍に比較して四方将軍と呼称されることもある。
中国では四征将軍・四鎮将軍・四安将軍・四平将軍を外征に携わる者として外朝廷将軍、四方将軍を大将軍・驃騎将軍・車騎将軍・衛将軍とともに朝廷内にあって政治にも関与する者として中朝廷将軍とする分類や、大将軍・驃騎将軍・車騎将軍・衛将軍・四征将軍・四鎮将軍・四方将軍を雑号将軍に対して重号将軍と総称する分類もある。
『宋書』百官志上、下によると、宋においては四征将軍・四鎮将軍より下位にあった。しかし、時代や就任している人物によってその地位は変化するため、絶対的な順位はない。
『漢書』百官公卿表上、『続漢書』百官志一によれば周末に生まれた官であるという。金印紫綬で、常に置かれたのではなかった。征伐を掌り、任務が終われば官自体も終了した。
『宋書』百官志上によると、後漢の光武帝の建武7年（31年）に一旦廃止され、魏以降にまた置かれるようになったというが、『後漢書』光武帝紀によれば建武13年（37年）に左右将軍が廃止されており、後漢末以降また置かれるようになっている。